# Olga Nytrová
Olga Nytrová (* 6. června 1949 Praha) je česká spisovatelka, publicistka, dramaturgyně, VŠ pedagožka, působí v duchovenské službě Církve československé husitské. Vede Pražský klub spisovatelů při Obci spisovatelů a také literárně-dramatický klub Dialog na cestě.

## Život
Vyšlo jí již 30 knih, část z nich je memoárového zaměření: Být tak svým psem (1998), Králové, královny, princové a princezny českého filmu /spoluaut. V. Strachota/ (1998), Osudové lásky slavných /spoluaut. V. Strachota/ (2008) apod. Vydala několik básnických sbírek a přispěla do řady básnických almanachů. Zajímá ji pomezí poezie a teologie, a proto společně s profesorem Milanem Balabánem napsala Ohlasy Starého zákona v české literatuře 19. a 20. století (1997) a Biblický třpyt v české poezii XX. století – Ohlasy Nového zákona (2007). V souvislosti se svým pedagogickým působením na Univerzitě J. A. Komenského připravila ve spolupráci s Marcelou Pikálkovou dvě odborné knihy Etika a logika v komunikaci (2007) a Dialog mezi hodnotami aneb Hodnoty vyřčené a hodnoty žité (2011).[zdroj?]
Od roku 2004 se podílí na duchovenské službě v Církvi československé husitské. Zde je také spolueditorkou různých sborníků, např. kalendáře Církve československé husitské Blahoslav, sborníku Jan Žižka, sborníků k výročí T. G. Masaryka. Přispívá již několik let do křesťanského sborníku Denní čtení – Úvahy nad Hesly Jednoty bratrské. Hojně publikuje, v současnosti[kdy?] především v křesťansky zaměřených periodikách. Je autorkou televizních a rozhlasových scénářů. Založila a vede Pražský klub spisovatelů při Obci spisovatelů a literárně-dramatický klub Dialog na cestě. Je členkou Syndikátu novinářů ČR, Obce spisovatelů, Klubu autorů literatury faktu. Od roku 2013 působí v Radě Obce spisovatelů.[zdroj?]

## Biografie
- 1968–1973 Filosofická fakulta UK – obor bohemistika a historie, Divadelní fakulta AMU – obor umělecký přednes a jevištní řeč, dějiny divadla apod.
- 1978–1980 Fakulta žurnalistiky UK – novinářský postgraduál se zaměřením na televizní specifiku
- 1980 doktorát filosofie
- 2007 Husův institut teologických studií
- 1974–1991 Čs. televize – redakce pořadů ze zahraničí – dokumentární film – dramaturg
- 1985–1986 Divadlo Spejbla a Hurvínka – dramaturg (souběžně)
- 1991–1992 Český rozhlas – Regina Praha – publicistka se zaměřením na kulturu (především na divadlo a literaturu)
- 1991–1992 Hudební divadlo v Karlíně – dramaturg (souběžně s prací v ČRo)
- 1993–2004 publicistka ve svobodném novinářském povolání
- 2002–2003 působila jako vedoucí v managementu Armády spásy v ČR
- od roku 2004 se podílí na duchovenské službě v Církvi československé husitské
- od roku 2005 učí na Univerzitě Jana Amose Komenského v Praze

## Knihy
- Seznam děl v Souborném katalogu ČR, jejichž autorem nebo tématem je Olga Nytrová

- Básně (básnická sbírka), vydal Petr Šik, Praha, 1969

- Jak si Lenka udělala zahrádku, Albatros, Praha, 1982
- Dopis babičce, Panorama, Praha, 1984 - znovu vyšlo v Paci, paci, pacičky pro kluky a holčičky (2), BMMS-START, Praha, 1999, ISBN 80-86140-105
- Ohlasy Starého zákona v české literatuře 19. a 20. století /spoluautor prof. ThDr. Milan Balabán/, OIKOYMENH, Praha, 1997, ISBN 80-86005-41-0
- Herecké svátky /spoluautor Petr Hořec/, Goldstein & Goldstein, Praha, 1997, ISBN 80-86094-22-7
- Sváteční rozjímání /spoluautor Petr Hořec/, Formát, Praha, 1998, ISBN 80-86155-26-9
- Být tak svým psem aneb Veselá i smutná povídání o pejscích a jejich lidech, Regia, Praha, 1998, ISBN 80-902484-1-1
- Králové, královny, princové a princezny českého filmu /spoluautor Václav Strachota/, Formát, Praha, 1998, ISBN 80-86155-25-0
- Jak slavívali a slaví slavní /spoluautor Petr Hořec/, Knižní klub, Praha, 1999, ISBN 80-242-0120-8
- Študáci a kantoři aneb Hvězdy českého filmu za školou /spoluautor Václav Strachota/, Formát, Praha, 1999, ISBN 80-86155-41-2
- Opravdové příběhy zvířat /spoluautor Václav Strachota/, Formát, Praha, 1999, ISBN 80-86155-53-6
- Můj pes, má kočka /spoluautor Václav Strachota/, TEVIS, Praha, 2000, ISBN 80-238-6577-3
- Z tajného deníčku Mariky S. aneb Karel Gott je jen jeden /spoluautoři Marika Sörösová a Václav Strachota/, Hart, Praha, 2001, ISBN 80-86529-08-8
- Sex náš vezdejší aneb Příběhy o zločinech psaných erotikou /spoluautor Jan Kaštánek/, Erika, Praha, 2002, ISBN 80-7190-877-0
- Světlo na hřbetech vln (básnická sbírka) – publikováno na internetovém útvaru LITTERATE, 2003
- Děti slavných /spoluautor Václav Strachota/, Erika, Praha, 2004, ISBN 80-7190-386-8
- O čem sní muži aneb Jak to vidí otcové / spoluautoři Eduard Bakalář a Václav Strachota/, Beta Books, Praha, 2005, ISBN 80-86851-24-9
- Etika a logika v komunikaci /O. Nytrová – obor etika, spoluautor Marcela Pikálková – obor logika/, Univerzita Jana Amose Komenského, Praha, 2007, ISBN 978-80-86723-45-7
- Mince duše v úplňku (básnická sbírka), Blahoslav, Praha, 2007, ISBN 978-80-7000-090-8
- Biblický třpyt v české poezii XX. století : Ohlasy Nového zákona v české poezii 20. století /spoluautor prof. ThDr. Milan Balabán/, Beta Books, Praha, 2007, ISBN 978-80-87168-02-8
- Osudové lásky slavných /spoluautor Václav Strachota/, Alfa nakladatelství, Praha, 2008, ISBN 978-80-87197-02-8
- Ty už nepřebýváš v lidském těle aneb Okno očekávání (básnická sbírka), Blahoslav, Praha, 2010, ISBN 978-80-7000-048-9
- Dialog mezi hodnotami aneb Hodnoty vyřčené a hodnoty žité /spoluautor Marcela Pikálková/, Univerzita Jana Amose Komenského, Praha, 2011, ISBN 978-80-7452-014-3
- Každý den může mít křídla: sloupky a malá zamyšlení, Pražská diecéze Církve československé husitské ve spolupráci s NO CČSH v Praze 1 – Staré Město, Praha, 2012, ISBN 978-80-7000-080-9
- Na zápraží duše (básnická sbírka) /spoluautor Michael Štojdl/, Pražská diecéze Církve československé husitské ve spolupráci s NO CČSH v Praze 1 – Staré Město, Praha, 2014, ISBN 978-80-7000-100-4
- Být přítelem ticha (básnická sbírka), XB-1, Praha, 2016, ISBN 978-80-905300-8-9
- Doteky Francie /spoluautoři Jitka Bonaventurová, Břetislav Ditrych a Bohumil Ždichynec/, XB-1, Praha, 2016, ISBN 978-80-905300-6-5
- Instrukce k věčnosti (básnická sbírka) /spoluautorka Františka Vrbenská/, XB-1, Praha, 2017, ISBN 978-80-906829-0-0
- Doteky krásného umění /spoluautoři Břetislav Ditrych, Luboš Y. Koláček, Alois Marhoul, Dušan Spáčil a Bohumil Ždichynec/, Nakladatelství Bondy, Praha, 2018, ISBN 978-80-88073-27-7
- Silokřivky na hladině, XB-1, Praha, 2019, ISBN 978-80-906829-5-5
- O hledání a nalézání /spoluautor Bohumil Ždichynec/, Bondy, Praha, 2021
- Ticho a tání /spoluautor Markéta Hlasivcová/, powerprint, Praha, 2021

## Almanachy
- Stavitelé chrámu poezie, ed. Jiří Halberštát, Agentura KRIGL, Praha, 2010
- Ptáci z podzemí, ed. Vladimír Stibor, Milan Hodek, Praha, 2013
- Rybáři odlivu, Almanach české poezie 2015, ed. Vladimír Stibor, Milan Hodek, Hradec Králové, 2015
- Řezbáři stínů, Almanach české poezie 2016, ed. Vladimír Stibor, Milan Hodek, Hradec Králové, 2016
- Duše plné slov, Almanach Obce spisovatelů ČR 2017, ed. Daniela Kovářová, Havlíček Brain Team, Praha, 2017
- Sedm věků ženy, ed. Natálie Nera, Nakladatelství Petrklíč, Praha, 2017
- Řeka úsvitu, Almanach české poezie 2017, ed. Vladimír Stibor, Milan Hodek, Hradec Králové, 2017
- Noc plná žen, Almanach české poezie 2018, ed. Vladimír Stibor, Milan Hodek, Hradec Králové, 2018
- Delty domovů, Almanach české poezie 2019, ed. Vladimír Stibor, Milan Hodek – Paper Jam, Hradec Králové, 2019
- Ohlédni se, nezkameníš: almanach české poezie 2021, ed. Vladimír Stibor, Milan Hodek – Paper Jam, Hradec Králové, 2021
- Chléb pouště: almanach české poezie 2022, ed. Vladimír Stibor, Václava Rysková, Karlovy Vary, 2022
- Poslední místo u ohně: almanach české poezie 2023, ed. Vladimír Stibor, Václava Rysková, Karlovy Vary, 2022

## Sborníky
- Pouštěj svůj chléb po vodě : sborník pro Milana Balabána. HOBLÍK, Jiří, ed., Brno: Centrum pro studium demokracie a kultury, 1999 ISBN 80-85959-51-8
- Transdisciplinární gratulovník : k 60. narozeninám Ivana Havla, FIALA, Jiří, CHVATÍK, Ivan (eds.), Oikoymenh, Praha, 2000, ISBN 80-7298-006-8
- Pošli to dál II – kniha vzkazů lidem i Vesmíru, Ústí nad Orlicí, Grantis, 2004
- Dialog na cestě 1, Blahoslav, Praha, 2005 /spolueditorka a spoluautorka/
- Pošli to dál III – kniha vzkazů lidem i Vesmíru, Praha, Chronos, 2005
- Naše a evropská společnost : Sborník projevů pronesených na slavnostním setkání u příležitosti 156. výročí narození T. G. Masaryka v budově poslanecké sněmovny Parlamentu České republiky, Církev čs. husitská a Dialog na cestě 2, Blahoslav, Praha, 2006 /spolueditorka a spoluautorka /
- Mistr dialogu Milan Machovec: sborník k nedožitým osmdesátinám českého filosofa. JINDROVÁ, Kamila, ed., TACHECÍ, Pavel, ed. a ŽĎÁRSKÝ, Pavel, ed. Praha: Akropolis, 2006. ISBN 80-86903-19-2.
- „Nepolitická politika“ a jiná zamyšlení : Sborník projevů pronesených na slavnostním setkání u příležitosti 157. výročí narození Tomáše Garrigue Masaryka v budově Poslanecké sněmovny Parlamentu České republiky, Praha 2007 /spolueditorka a spoluautorka/
- Res publica – věc veřejná : Sborník projevů pronesených na slavnostním setkání u příležitosti 158. výročí narození T. G. Masaryka v budově poslanecké sněmovny Parlamentu České republiky, Církev čs. husitská, Praha 2008 /spolueditorka a spoluautorka/
- Hovory s Milanem Machovcem, ed. Pavel Žďárský, Akropolis, 2008 (rozhovor O. Nytrové s M. Machovcem pro ČRo Regina Praha)
- O smyslu vzdělanosti a jiná zamyšlení : Sborník projevů pronesených na slavnostním setkání u příležitosti 159. výročí narození Tomáše Garrigue Masaryka v budově Poslanecké sněmovny Parlamentu České republiky, Církev čs. husitská, Praha, 2009 /spolueditorka a spoluautorka/
- Jan Žižka z Trocnova : Sborník projevů pronesených na slavnostním setkání u příležitosti 585. výročí úmrtí Jana Žižky /spolueditorka – spolu s Václavem Strachotou/, Církev československá husitská, 2009
- Otázky humanitní, mravní, všelidské a národní : Sborník projevů pronesených na slavnostním setkání u příležitosti 160. výročí narození T. G. Masaryka v budově Poslanecké sněmovny Parlamentu České republiky, Církev čs. husitská, Praha 2010 /spolueditorka a spoluautorka/
- Blahoslav 2010, kalendář Církve československé husitské, Blahoslav, Praha, 2009 /spolueditorka a spoluautorka/
- „O ČESKÉ OTÁZCE A JINÉ ÚVAHY“ : Sborník projevů pronesených na slavnostním setkání u příležitosti 161. výročí narození Tomáše Garrigua Masaryka v budově Poslanecké sněmovny Parlamentu České republiky, Církev čs. husitská, Praha 2011 /spolueditorka a spoluautorka/
- Jan Žižka z Trocnova, sborník projevů a přednášek, Církev čs. husitská, Praha 2011
- Blahoslav 2011, kalendář Církve československé husitské, Blahoslav, Praha, 2010 /spolueditorka a spoluautorka/
- Jaroslav Vyskočil : Svět nesmí být pro lásku malý, Sebrané dílo, Brno, 2012 /spolueditorka, autorka předmluvy/
- Zředěný život – Léčebné, psychosociální a vzdělávací aspekty progresivních onemocnění /ed. Vanda Hájková, Iva Strnadová/, Praha, Somatopedická společnost, 2011 /spoluautorka/
- „Masaryk a potřeba opravdovosti v českém myšlení“ : Sborník projevů pronesených na slavnostním setkání u příležitosti 162. výročí narození Tomáše Garrigue Masaryka v budově Poslanecké sněmovny Parlamentu České republiky, Praha, 2012 /spolueditorka a spoluautorka/
- Jan Žižka z Trocnova, sborník projevů a přednášek, Církev čs. husitská, Praha 2012 /spolueditorka a spoluautorka/
- „Hus a Masaryk : Hledání národní tradice a identity“ Sborník projevů pronesených na slavnostním setkání u příležitosti 163. výročí narození Tomáše Garrigua Masaryka v budově Poslanecké sněmovny Parlamentu České republiky, Praha, 2013 /spolueditorka a spoluautorka/
- Jan Žižka z Trocnova, sborník projevů a přednášek, Církev čs. husitská, Praha 2013 /spolueditorka a spoluautorka/
- Jan Žižka z Trocnova, sborník projevů a přednášek, Církev čs. husitská, Praha 2014 /spolueditorka a spoluautorka/
- Jan Žižka z Trocnova, sborník projevů a přednášek, Církev čs. husitská, Praha 2015 /spolueditorka a spoluautorka/
- Denní čtení 2016 : Úvahy nad Hesly Jednoty bratrské, KEY Publishing s. r. o., Ostrava, 2015
- Jan Žižka z Trocnova, sborník projevů a přednášek, Církev čs. husitská, Praha 2016 /spolueditorka a spoluautorka/
- Denní čtení 2017 : Úvahy nad Hesly Jednoty bratrské, KEY Publishing s. r. o., Ostrava, 2016
- Jan Žižka z Trocnova, sborník projevů a přednášek, Církev čs. husitská, Praha 2017 /spolueditorka a spoluautorka/
- Denní čtení 2018 : Úvahy nad Hesly Jednoty bratrské, KEY Publishing s. r. o., Ostrava, 2017
- Jan Žižka z Trocnova, sborník projevů a přednášek, Církev čs. husitská, Praha 2018 /spolueditorka a spoluautorka/
- Denní čtení 2019 : Úvahy nad Hesly Jednoty bratrské, KEY Publishing s. r. o., Ostrava, 2018